# La Rose blanche (film, 1923)
Pour plus de détails, voir Fiche technique et Distribution.
La Rose blanche (The White Rose) est un film américain réalisé par D. W. Griffith, sorti en 1923.

## Fiche technique
- Titre original : The White Rose
- Titre français : La Rose blanche
- Réalisation : D. W. Griffith
- Scénario : D. W. Griffith (sous le pseudonyme d'Irene Sinclair)
- Décors : Charles M. Kirk
- Photographie : G. W. Bitzer et Hendrik Sartov
- Musique : Albert Pesce
- Production : D. W. Griffith
- Genre : Film dramatique
- Pays d'origine :  États-Unis
- Format : noir et blanc - 35 mm — 1,33:1 - film muet
- Durée : 1 heure 40 minutes
- Date de sortie :  États-Unis : 21 mai 1923

## Distribution

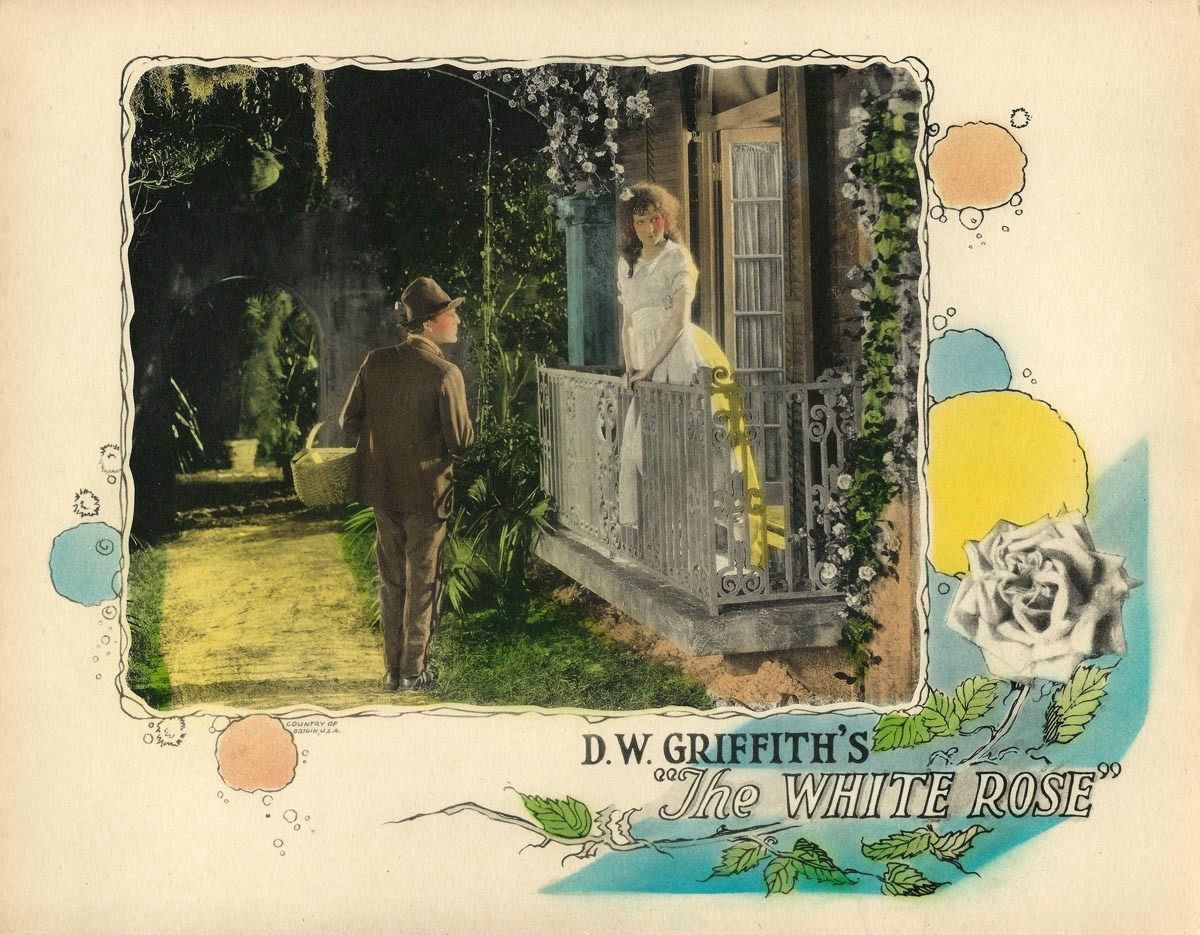
Carol Dempster et Neil Hamilton sur une carte de 1923.

- Mae Marsh
- Carol Dempster
- Ivor Novello
- Neil Hamilton
- Lucille La Verne
- Porter Strong
- Jane Thomas
- Kate Bruce
- Erville Alderson